# Dialogo Sopra i Due Massimi Sistemi del Mondo
El Dialogo sopra i due massimi sistemi del mondo ("Diàleg sobre els dos grans sistemes del món") és una obra del físic i matemàtic toscà Galileo Galilei (1564-1642), conegut als Països Catalans com Galileu, publicada el 1632 a Florència i escrita en forma de diàleg entre diversos personatges en italià, on l'autor ataca el model geocèntric del sistema solar de Claudi Ptolemeu (circa 90-circa 168) i defensa el model heliocèntric de Nicolau Copèrnic (1473-1543). El llibre el dedicà a Ferran II de Mèdici, Gran Duc de Toscana, que era el seu protector. La Santa Inquisició el prohibí el 1633, però Matthias Bernegger el traduí al llatí i fou publicat a Estrasburg el 1635 amb el nom de Systema cosmicum, difonent-se pels països protestants. N'hi ha una versió digitalitzada disponible en línia.

## Antecedents

### Els dos sistemes del món

#### El model geocèntric

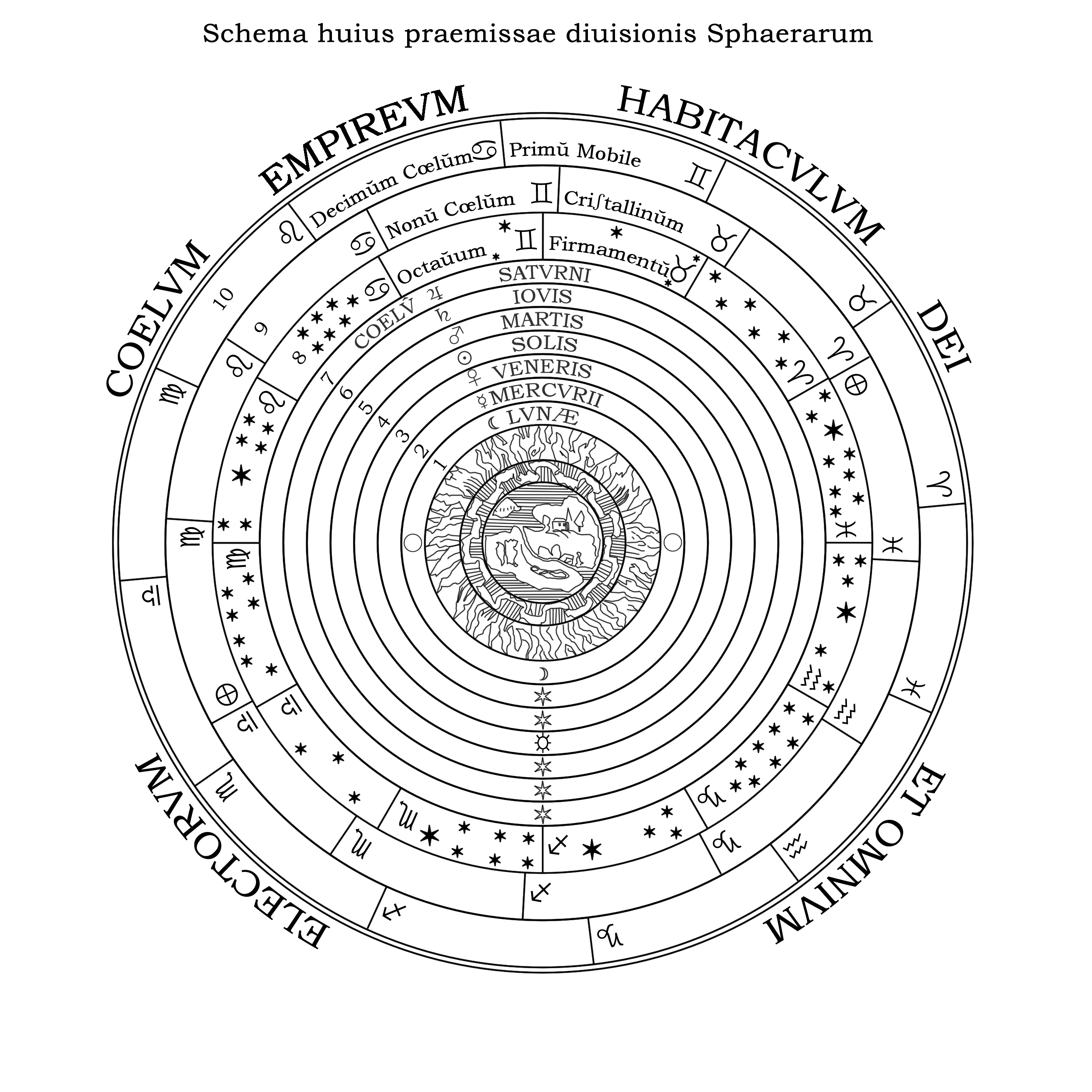
Reproducció digital del sistema ptolemaic que figura al llibre Cosmographia de Peter Apian (1539)

Els coneixements astronòmics a finals del segle xvi estaven marcats per l'Almagest, l'obra de Claudi Ptolemeu publicada al segle ii, i que havia arribat fins al segle xvi amb poques alteracions. Segons Ptolemeu, que es basava en les idees d'Aristòtil, l'Univers estava format per la Terra, immòbil al centre, i girant al seu voltant la Lluna, el Sol i els cinc planetes coneguts fins aleshores: Mercuri, Venus, Mart, Júpiter i Saturn, en aquest ordre. En el model de Ptolemeu tots els moviments dels astres es poden descompondre en cercles, fent servir els epicicles i els deferents, per explicar el moviment retrògrad dels planetes i les variacions dels diàmetres observats. Tanmateix aquest sistema ptolemaic tenia un gran problema: no podia predir amb prou precisió les posicions dels planetes, malgrat tots els intents que es feren.

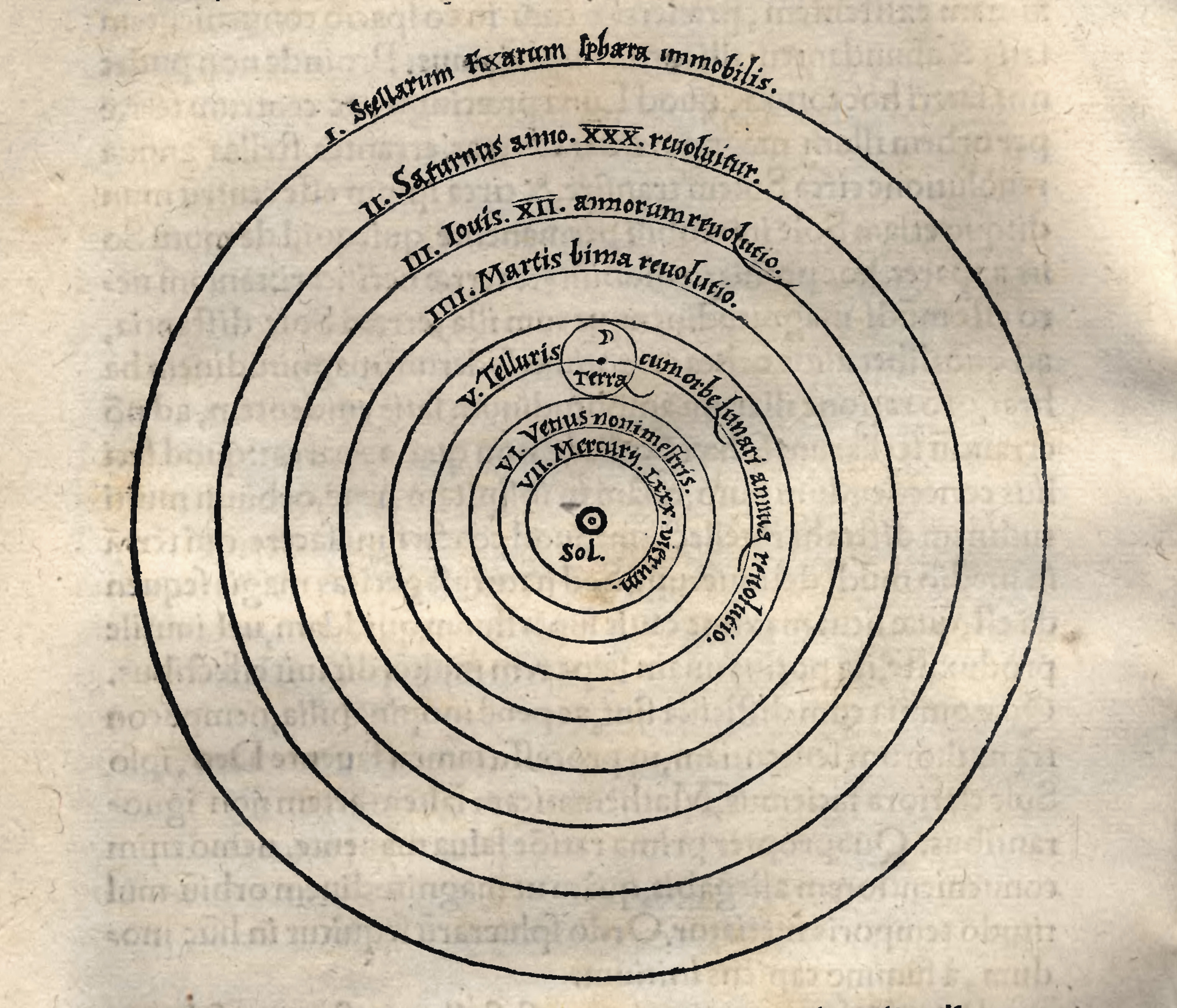
Esquema del model heliocèntric de Nicolau Copèrnic al seu llibre De Revolutionibus Orbium Coelestium (1543)

#### El model heliocèntric
Amb la intenció de solucionar els problemes del sistema geocèntric, el polonès Nicolau Copèrnic proposà la hipòtesi que és el Sol i no la Terra qui es troba al centre de l'univers. El 1543 publicà el llibre De Revolutionibus Orbium Coelestium (Sobre la revolució de les esferes celestes), llibre on exposà la idea que el Sol és el centre de l'univers, el qual resta immòbil, i al voltant del qual giren els planetes, incloent-hi la Terra. Nogensmenys la Lluna gira al voltant de la Terra. Copèrnic havia cercat simplement una solució senzilla al problema del moviment dels planetes amb una nova teoria, l'heliocentrisme, tot i que quan es publicà no existia cap prova observacional en la seva defensa. Tot i no aconseguir resoldre totalment el problema, ja que falla en considerar les òrbites planetàries circulars en comptes d'el·líptiques com realment són, el sistema heliocèntric funcionava molt millor que el de Ptolemeu a l'hora de predir la posició dels planetes. Però la teoria de Copèrnic presentava alguns problemes. Uns de caràcter físic, com per exemple explicar com la Terra podia arrossegar la Lluna en el seu moviment al voltant del Sol; i altres problemes que no tenien res a veure amb la ciència, com el fet que el model heliocèntric entrava en contradicció amb alguns passatges de la Bíblia, interpretats de manera literal.

### La postura de l'Església

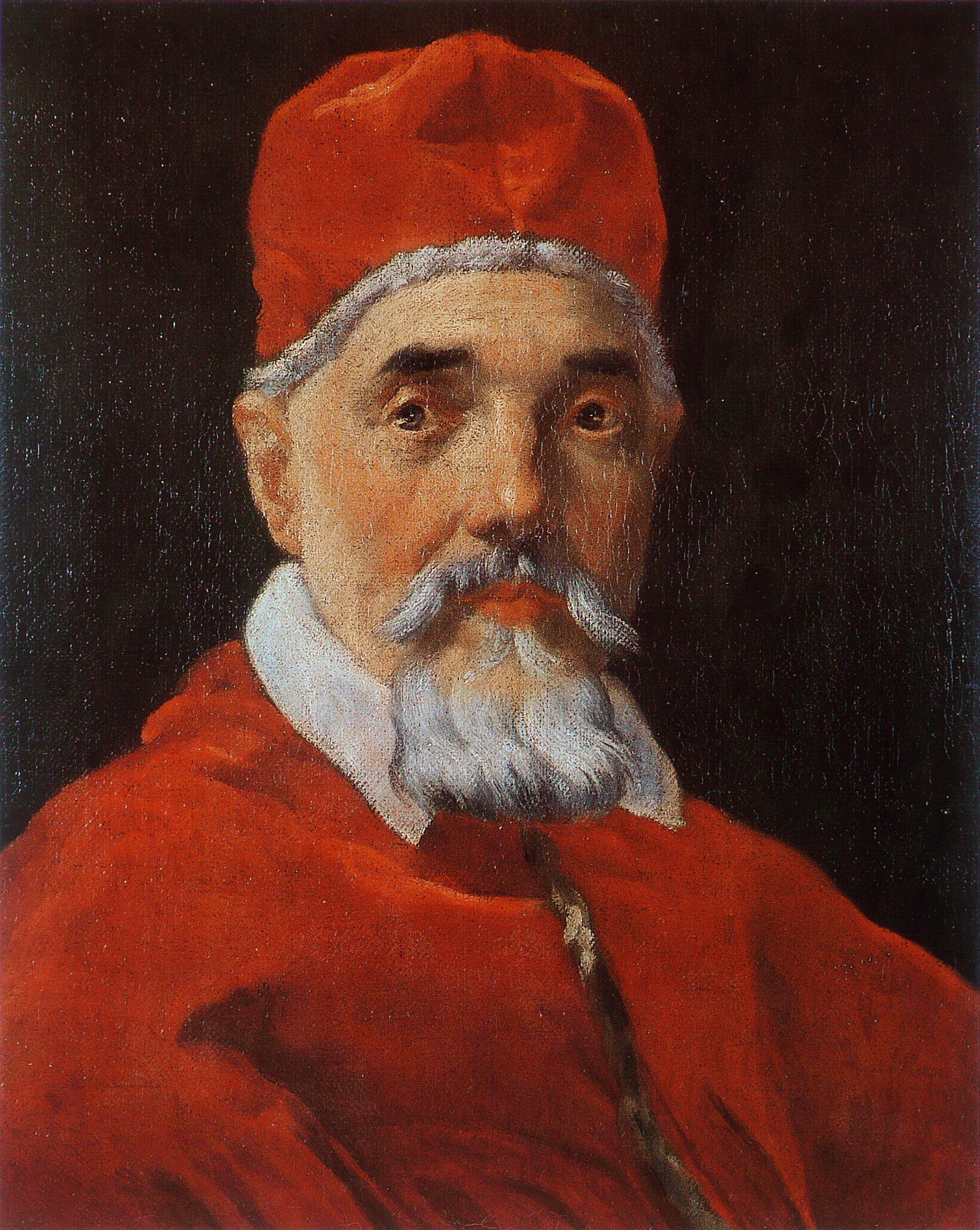
Retrat del Papa Urbà VIII per Gian Lorenzo Bernini (1625)

Per a l'Església catòlica de l'època, que feia una interpretació literal de la Bíblia, l'heliocentrisme era contrari a la paraula de Déu. Eren els temps de la Reforma protestant i de la Contrareforma catòlica. El 1604 Galileu fou denunciat per determinisme astrològic i per viure herèticament, i el 1612 el dominic Lorini l'acusà públicament de defensar la teoria copernicana. El 1616 s'obrí una causa contra Galileu dirigida pel jesuïta Roberto Bellarmino (1542-1621) que ja havia condemnat a la foguera al dominic Giordano Bruno (1548-1600) el 1599. Finalment la Inquisició prohibí, fins a una futura revisió, les obres que afirmassin la centralitat del Sol i la mobilitat de la Terra, s'inclogué el De Revolutionibus de Copèrnic a l'Index Librorum Prohibitorum, i prohibiren a Galileu ensenyar o defensar, ni com a hipòtesi ni com a veritat, la doctrina copernicana.
La situació semblà canviar el 1623 quan fou elegit Papa Maffeo Barberini (1568-1644), amb el nom d'Urbà VIII (1623-1644) que fins aleshores havia estat amic de Galileu i admirador de la seva obra. El mateix 1623 Galileu el visità a Roma i, després de diverses converses, a on discuteixen sobre el geocentrisme i l'heliocentrisme, el Papa li encarregà un llibre on s'exposassin aquests dos sistemes del món, amb la condició que l'exposició fos totalment neutral, ja que segons argumentà el Papa, no hi havia cap prova física del sistema copernicà. Això obligava a presentar la teoria de Copèrnic com una simple hipòtesi i en cap cas com una descripció real de l'univers. A més les opinions del pontífex havien de quedar reflectides a l'obra. Galileu acceptà l'encàrrec i hi dedicà els següents sis anys (1624-1630) amb nombroses interrupcions. Posteriorment el llibre hagué de passar una censura, a Florència i a Roma, que durà dos anys, fins que aconseguí publicar-lo a principis del 1632.

### Les observacions de Galileu amb el telescopi

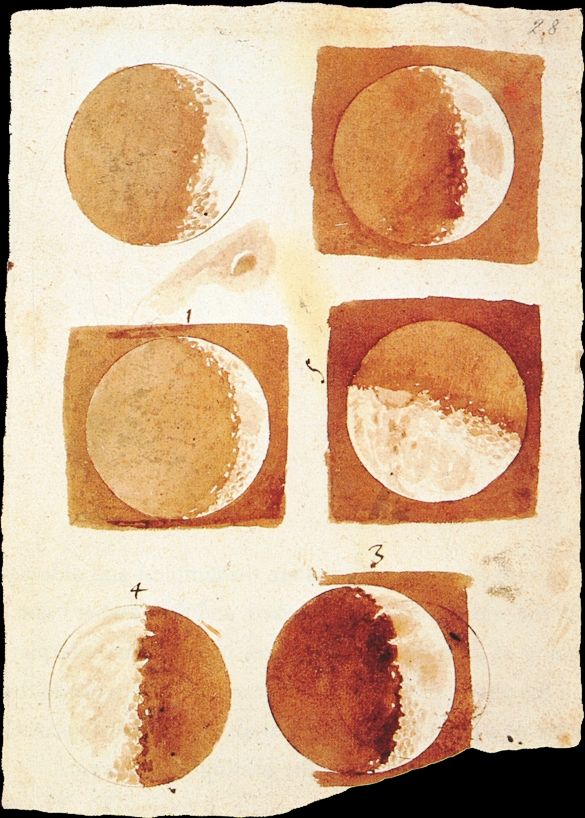
La lluna dibuixada per Galileu

A la tardor del 1609, Galileu apuntà per primera vegada cap al cel el seu telescopi, que havia construït millorant el disseny d'un que li havia arribat d'Holanda. Publicà les seves importants observacions molt ràpidament el 1610 en el llibre Sidereus Nuncius:
- Galileu descobrí que la superfície de la Lluna no és una esfera perfecta com deia Aristòtil i com s'acceptava fins aleshores, sinó que hi observà muntanyes i mars, que són en realitat planures. Per a Aristòtil existien el món sublunar, imperfecte i canviant, que incloïa la Terra i tot el que hi ha entre ella i la Lluna; i el món supralunar, amb formes geomètriques perfectes (esferes) i moviments regulars immutables (moviment circular uniforme). La presència de muntanyes a la Lluna trencava la seva perfecció i contradeia per tant aquesta visió del món.

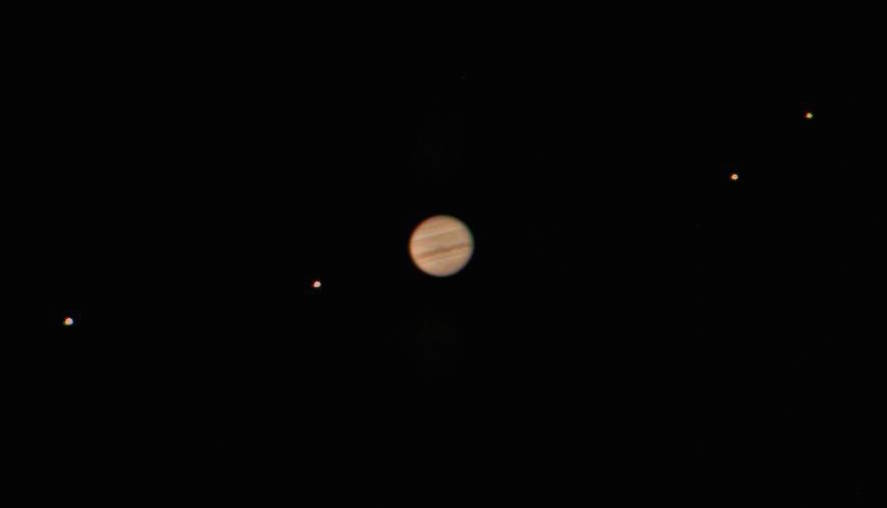
Les quatre llunes de Júpiter amb Júpiter al centre

- Les quatre llunes de Júpiter amb Júpiter al centreDescobrí quatre llunes de Júpiter (Ganimedes, Cal·listo, Europa i Io). La gran importància d'aquest descobriment rau en el fet que posa en evidència que, contràriament a les idees d'Aristòtil i Ptolemeu, no tots els cossos giren al voltant de la Terra. A més el problema de com la Lluna no es queda endarrerida quan gira al voltant de la Terra queda superat: si els satèl·lits de Júpiter segueixen a aquest en el seu camí, també la Lluna pot seguir la Terra. Per acabar, els satèl·lits estan ordenats pel seu període orbital, com un sistema solar copernicà en miniatura. Veiem doncs que tal com ho interpreta Galileu, el descobriment dels satèl·lits de Júpiter és una prova indirecta a favor de la teoria heliocèntrica de Copèrnic.
- Observà taques solars que es desplaçaven amb el temps i en feu un seguiment. Deduí correctament que les taques es trobaven a la superfície del Sol i que no es desplacen, sinó que és el Sol qui té un moviment de rotació sobre un eix. I si el Sol gira, també és possible que ho faci la Terra explicant el pas del dia i la nit.Predicció de les fases de Venus segons ambdós models

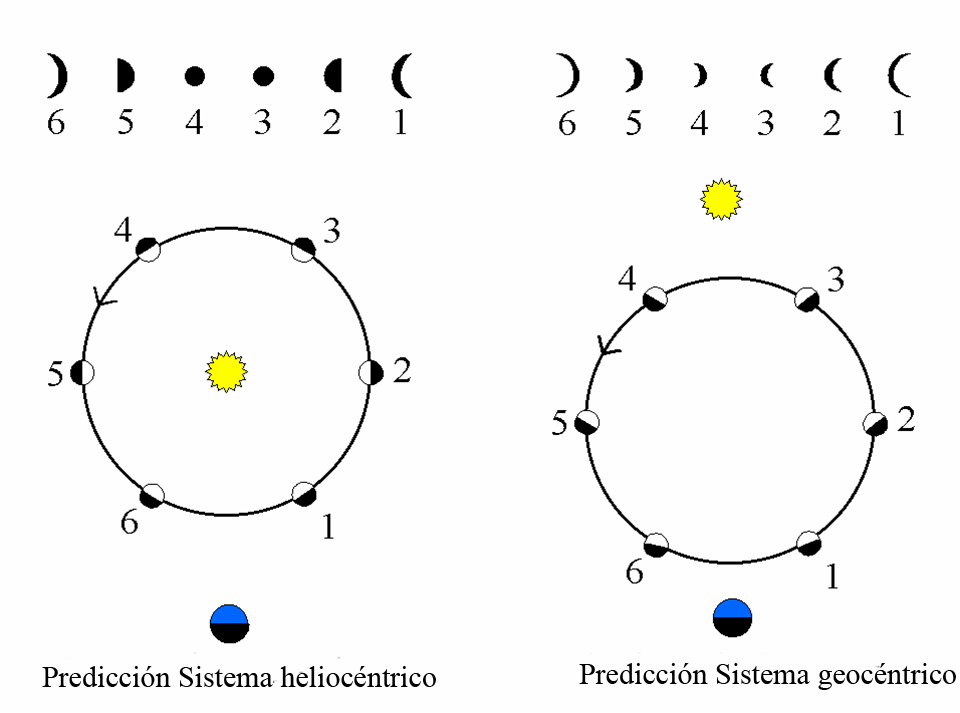
Predicció de les fases de Venus segons ambdós models

- Observà que Venus presentava fases com la Lluna. En el sistema ptolemaic, Venus mai es pot trobar darrere del Sol vist des de la Terra. Per tant, Venus només pot presentar les fases creixent, minvant o nova, però mai fase plena. En canvi, al sistema de Copèrnic Venus pot presentar totes les fases, tal com s'observa amb el telescopi. L'observació de les fases de Venus descarta doncs, des d'un punt de vista científic, el model ptolemaic.

## Contingut
El diàleg es desenvolupa a Venècia durant quatre jornades, on tres interlocutors discuteixen sobre els sistemes ptolemaic i copernicà. Galileu no tracta un altre sistema, el de l'astrònom danès Tycho Brahe (1546-1601), que proposà que la Lluna i el Sol giren al voltant de la Terra, immòbil, mentre que els cinc planetes coneguts (Mercuri, Venus, Mart, Júpiter i Saturn) giren al voltant del Sol.
El llibre no és neutral, sinó que defensa clarament l'heliocentrisme, amb diferents arguments. La forma de narració basada en el diàleg que usa Galileu és un recurs antic ja emprat a l'antiga Grècia que, en principi, proporciona una manera clara de presentar teories no convencionals, en aquest cas herètiques, sense que l'autor hagi d'aprovar-les íntegrament. És un recurs emprat també en l'actualitat pels periodistes que trien una font d'informació que digui el mateix que pensa el periodista.

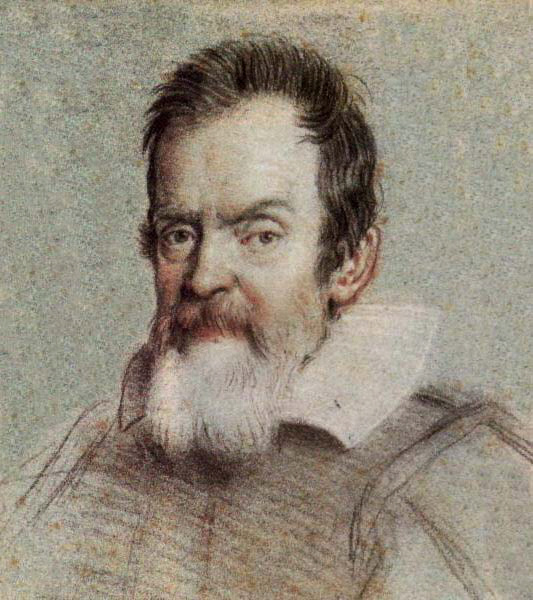
Galileu retratat per Ottavio Leoni el 1624

### Personatges
Els tres personatges són:
1. Filippo Salviati: és un copernicà, fa referència a un noble florentí que conegué Galileu el 1611.
2. Gianfrancesco Sagredo: és un personatge neutral, però en realitat es deixa convèncer per Salviati. Es tracta de l'amic de l'ànima de Galileu, conegut de la seva època a Venècia. És l'amfitrió de la trobada.
3. Simplicius: representa el pensament aristotèlic. Inspirat possiblement en el papa Urbà VIII.

### Al prudent lector
Unes pàgines sense signar precedeixen al text, i duen per títol Al prudent lector. No se sap qui les redactà, potser els censors o el mateix Galileu pressionat per ells amb l'objectiu de seguir les directrius del Papa Urbà VIII, deixant ben clar que la teoria copernicana és una simple hipòtesi matemàtica, i que en cap cas és superior a la tesi de la immobilitat de la Terra.

### Primera jornada
Molts dels raonaments dels interlocutors de la primera jornada havien estat ja publicats separadament per Galileu, com els que es refereixen a les lleis del moviment dels cossos pesats i dels cossos celestes, i a les característiques de la llum solar reflectida per la Lluna. En aquesta jornada es combat el dogma aristotèlic de la immutabilitat dels cossos celestes i es demostra que és incompatible amb les observacions de la Lluna, del Sol, dels estels i dels estels nous. L'existència de les llunes de Júpiter, de les fases de Venus i de Mercuri i les variacions del diàmetre aparent de Mart demostren quan més senzilla és la hipòtesi heliocèntrica de Copèrnic per explicar el moviment dels astres respecte del sistema geocèntric de Ptolemeu.

### Segona jornada
La jornada segona comença amb aquest argument, provant Salviati, en contra de les doctrines aristotèliques, que l'alternança del dia i la nit s'origina en el moviment de rotació de la Terra i no en el del Sol. El debat es fa especialment viu en tractar el moviment o la immobilitat de la Terra; dins d'aquesta mateixa qüestió es discuteixen els moviments dels cossos pesats i dels projectils. En les experiències amb què es demostra la nul·litat de totes les proves adduïdes contra el moviment de la Terra està explicat clarament el principi de la relativitat. Els tres interlocutors passen després a tractar del pèndol, de les propietats de les seves oscil·lacions i de la gravetat en general, l'origen i essència no es coneixen. La segona jornada acaba amb la defensa d'alguns conceptes de Johannes Kepler (1571-1630) sobre les òrbites dels planetes.

### Tercera jornada

Moviments del Sol i dels planetes Mercuri, Venus, Mart i Júpiter, suposant el model geocèntric

Al principi de la tercera jornada es discuteix sobre les estrelles noves, especialment de la posició i distància de l'estrella apareguda en 1572 en la constel·lació de Cassiopea, una supernova observada per Tycho Brahe (1546-1601) i descrita en el seu llibre De nova stella. S'arriba a la conclusió que han de situar-se entre les estrelles fixes més remotes. D'aquesta qüestió passen els interlocutors a la consideració del moviment anual comunament atribuït al Sol, que en un any dona una volta completa a la Terra en el sistema de Ptolemeu. En el sistema de Copèrnic, en canvi, es postula que és la Terra la que, dotada d'un moviment de translació, completa en un any la volta al voltant del Sol. S'explica el sistema de Copèrnic i com concorda amb les observacions dels planetes inferiors i superiors. Només el moviment anual de la Terra al voltant del Sol pot donar lloc a la irregularitat de moviments dels cinc planetes. També es discuteixen en aquesta jornada les taques solars, descobertes per Galileu, amb totes les particularitats del seu moviment, que prova la forma esfèrica del Sol i al mateix temps confirma la hipòtesi de Copèrnic. La immensitat de l'univers resulta incomprensible per al nostre intel·lecte, i és una prova de la potència divina; aquesta magnitud queda demostrada per la dificultat de mesurar la distància de les estrelles: si estiguessin molt pròximes, haurien de presentar variacions (paral·laxi) molt sensibles. Finalment es parla de la filosofia magnètica de William Gilbert (1544-1603), de la composició del globus terraqüi i de les propietats de l'imant.

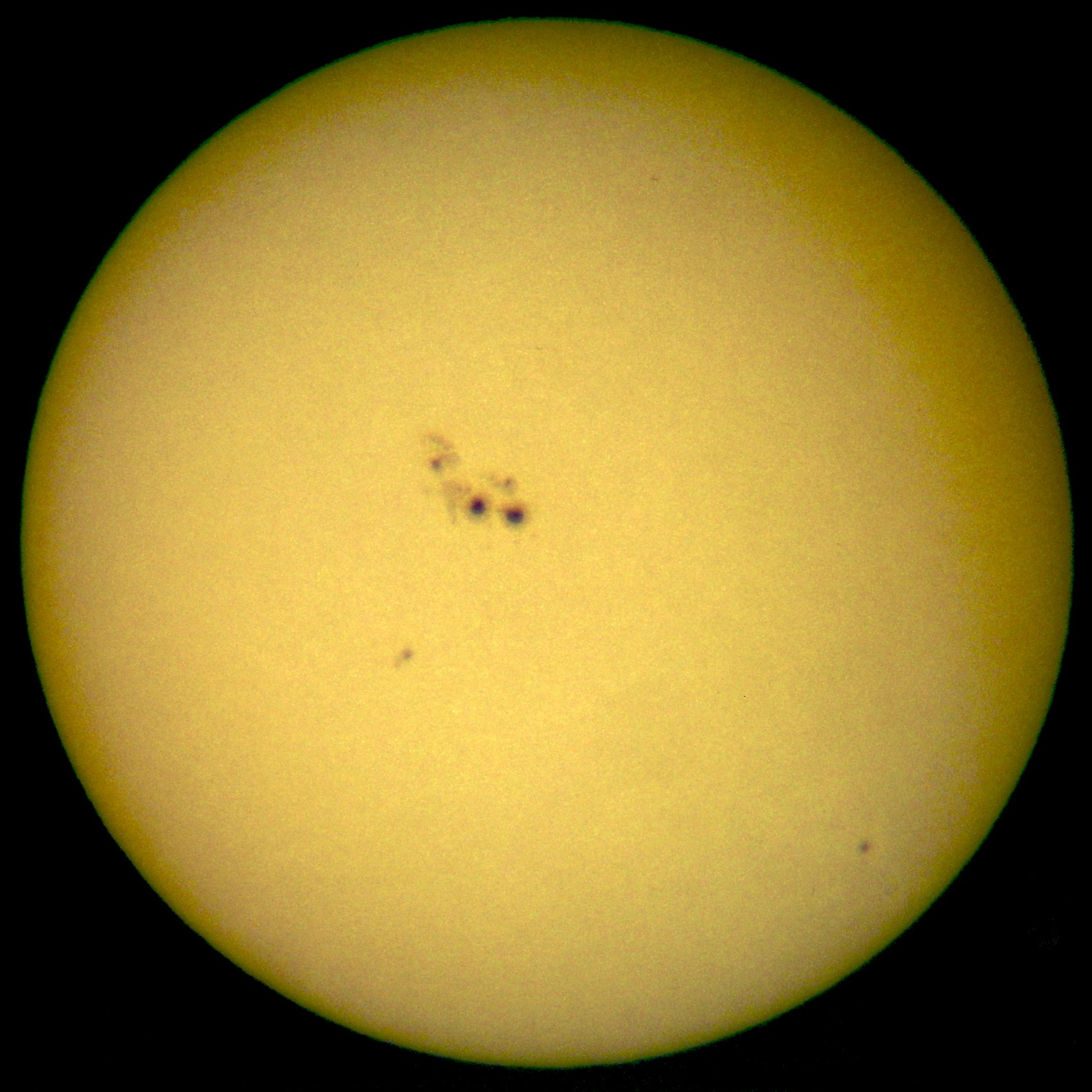
Taques solars del 2004

### Quarta jornada
A la jornada darrera es discuteix el flux i reflux de la mar (marees) i, refutant erròniament a Kepler, que fou el primer a suggerir que el fenomen era a causa de l'atracció lunar, s'atribueix al moviment de rotació de la Terra, tractant d'explicar la seva periodicitat i la seva variabilitat en els diferents mars. Es parla després dels vents en les diverses latituds i s'acaba el debat amb l'examen dels problemes meravellosos dels mòbils descendents per un quart de cercle i per les cordes de tot el cercle, per tractar, finalment, el fenomen de la precessió dels equinoccis.

## Conseqüències

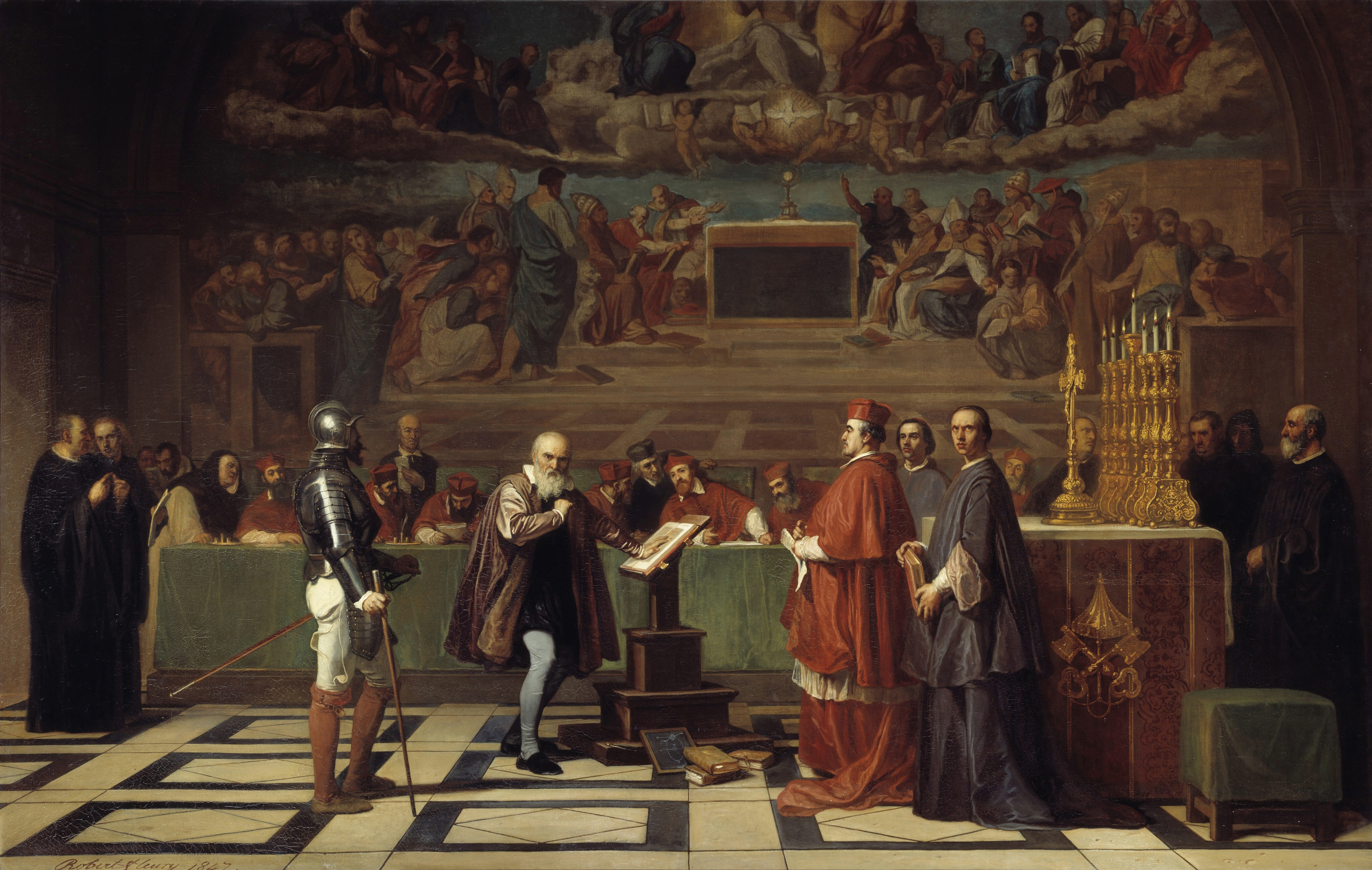
Galileu davant el Sant Ofici, oli de Joseph-Nicolas Robert-Fleury (1797-1890)

La publicació del Diàleg fou un èxit i molts intel·lectuals com Benedetto Castelli, Bonaventura Cavalieri, el francès Pierre Gassendi o l'holandès Hugo Grotius, el llegiren i l'aprovaren. Però els enemics de Galileu ràpidament persuadiren el Papa que el llibre era descaradament favorable al sistema de Copèrnic i que, fins i tot, el personatge de Simplicius, no gaire espavilat, estava inspirat en ell. A més, el cardenal Gaspar de Borja y Velasco, ambaixador espanyol a Roma, atacà obertament al Papa al Col·legi Cardenalici. La pressió espanyola, dins del marc de la Guerra dels Trenta Anys (1618-1648), buscava que el Papa dissuadís França de la seva aliança amb Gustau II Adolf, el rei protestant de Suècia. Tot això posava en perill al Sacre Imperi Romanogermànic i al catolicisme a Alemanya. Emperò, el Papa no podia enemistar-se amb la catòlica França. Urbà VIII cedí davant d'aquestes pressions i feu un gest simbòlic de sacrificar públicament algú notòriament profrancès, i herètic per a més. Donà via lliure a la Inquisició que el juliol de 1632 manà confiscar tots els llibres. Hi havia però dos obstacles: per un costat la doctrina de Copèrnic mai havia estat catalogada d'herètica. Fins i tot s'havia utilitzat per part de la mateixa Església en la reforma del calendari el 1582. Per altra banda, el llibre tenia els permisos dels censors. L'única manera d'atacar Galileu era, doncs, acusar-lo de desobediència del que se li havia ordenat a la reunió de 1616.

### El procés a Galileu

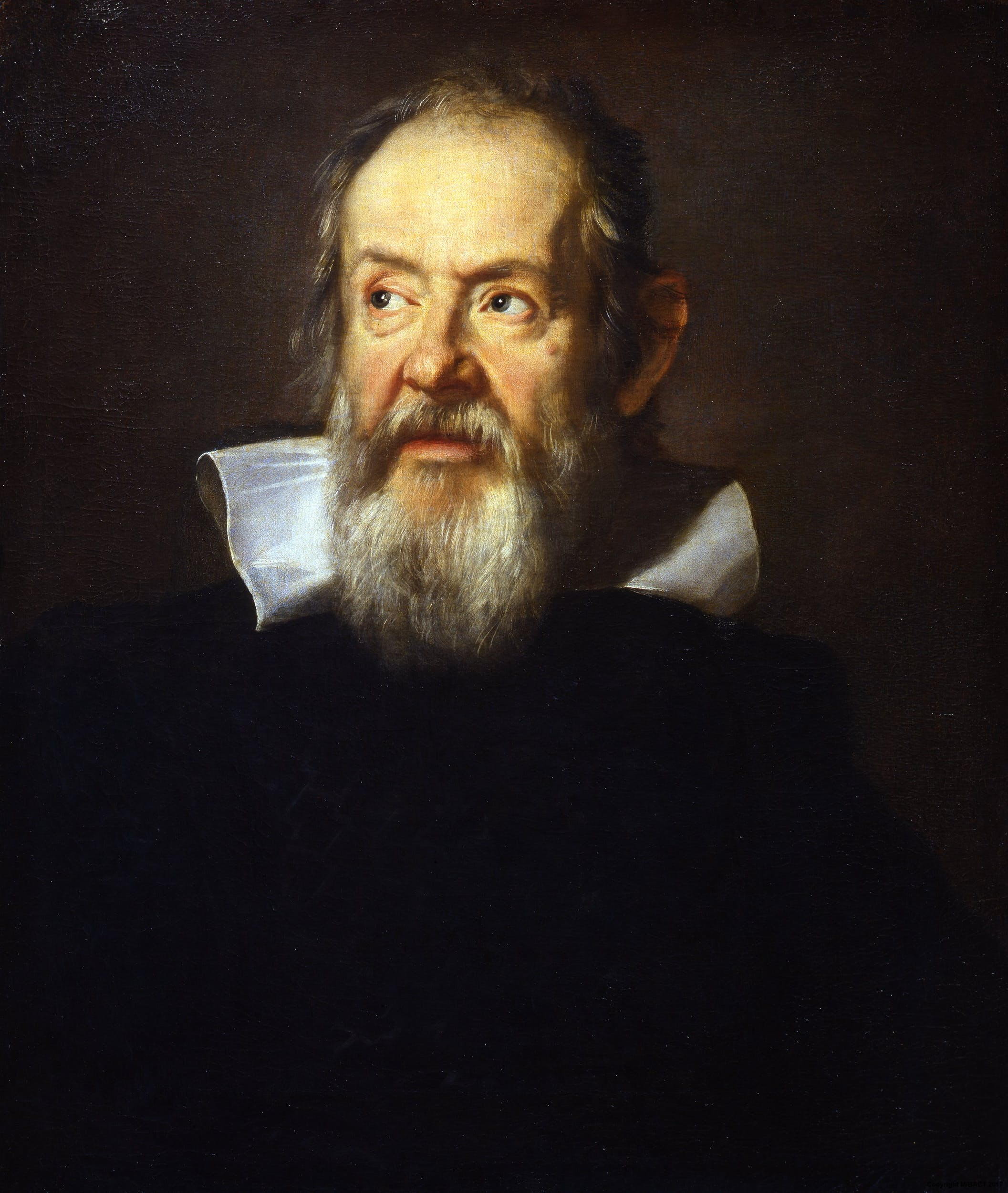
Retrat de Galileu dibuixat el 1635 per Joost Susterman (1597-1681)

El 1633, Galileu, amb seixanta-nou anys i un delicat estat de salut, fou convocat a Roma. L'acusació fou de desobediència, basada en la reunió del 1616. Els inquisidors disposaven d'un document de la reunió on s'ordenava a Galileu que no tornés a defensar ni ensenyar la teoria heliocèntrica. Però el document no estava signat ni certificat per cap notari. La defensa de Galileu era una carta que havia aconseguit de Roberto Bellarmino, que havia dirigit la primera causa contra Galileu el 1616, on es feia constar que Galileu no havia abjurat de cap opinió seva, sinó que només se li havia advertit que no podia defensar ni ensenyar la teoria de Copèrnic per ser contrària a les Sagrades Escriptures. La situació per la Inquisició era una mica complicada, ja que Galileu estava ben relacionat, així que decidiren intentar arribar a un acord fora del judici. Amb subtils amenaces, aconsegueixen fer dubtar Galileu del que s'havia acordat a la reunió del 1616. Potser sí que li havien dit que no podia defensar de cap manera el copernicanisme i en el Diàleg s'havia excedit. A canvi la Inquisició, sobretot per l'amistat que Galileu tenia amb el Duc de Toscana, s'oferia a ser condescendent amb ell i no aplicar-li, per exemple, cap càstig físic.
La sentència final de la Inquisició fou:
1. Galileu fou declarat «vehementment sospitós d'heretgia» per haver mantingut l'opinió que el Sol resta immòbil al centre de l'univers, que la Terra no és al centre i es mou, i que aquestes opinions es poden mantenir i defensar com a probables tot i haver estat declarades contràries a les Sagrades Escriptures.
2. Fou obligat a abjurar, maleir i avorrir aquestes opinions.
3. Fou condemnat a presó, però se li commutà la pena per arrest domiciliari.
4. El Diàleg fou proscrit i les seves obres prohibides, incloent-hi qualsevol que pogués escriure en el futur.[3]

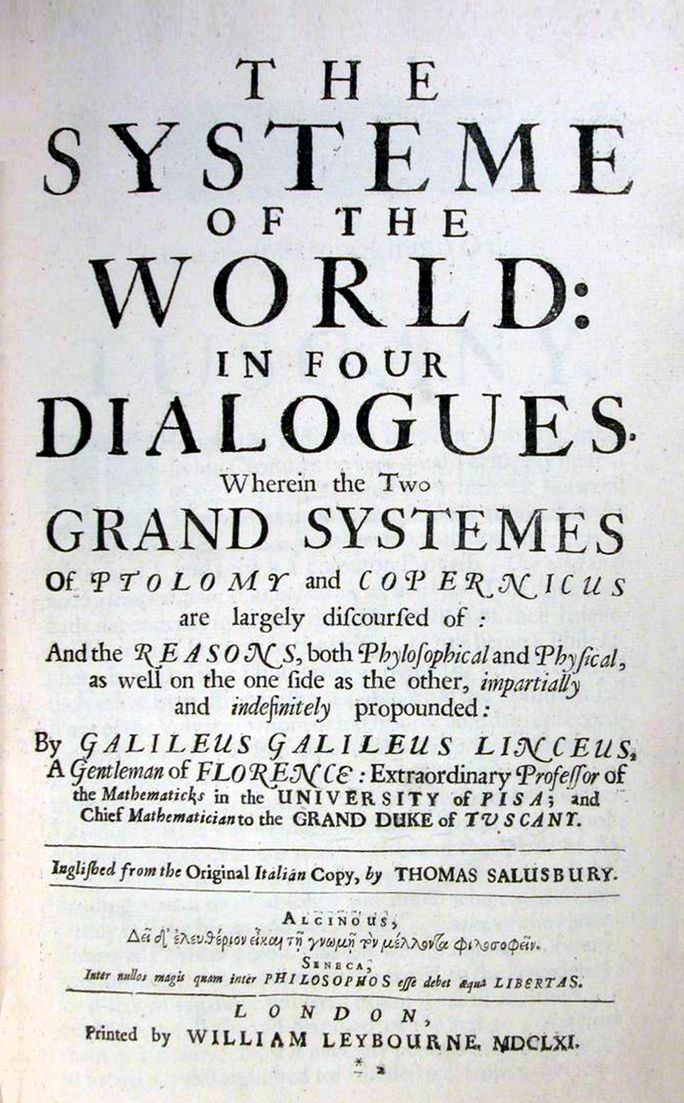
Portada de la traducció a l'anglès del 1661

La prohibició durà segles. El 1757 el Papa Benet XV autoritzà la interpretació simbòlica de la Bíblia en tot allò que fa referència al Sol. Tanmateix no fou fins al 1846 en què l'Església catòlica retirà de l'Index Librorum Prohibitorum les obres de Copèrnic i de Galileu. Més endavant, el 1992, el Papa Joan Pau II rehabilità Galileu en una declaració solemne davant l'Acadèmia Pontifícia de les Ciències.

### Difusió arreu d'Europa
Malgrat que la prohibició de la Inquisició el llibre aconseguí ser difós arreu dels països protestants d'Europa. Un grup d'amics protestants de Galileu emprengueren la tasca de publicar-lo en llatí i així poder arribar als científics de tots els països. De la traducció s'encarregà el filòsof i astrònom alemany Matthias Bernegger (1582-1640) i fou editat pel calvinista suís Élie Diodati (1576–1661) a Estrasburg el 1635, reimprimint-se a Lió el 1641. El 1635 Joseph Webbe el traduí a l'anglès, però no l'arribà a publicar. El 1661 Thomas Salusbury el traduí directament de l'original en italià anomenant-lo The Systeme of the World i el publicà a Londres. A Londres el 1663, editat per Thomas Dicas es publicà el Systema Cosmicum en llatí, i el 1699 s'edità a Leiden. El 1891 Emil Strauss el traduí a l'alemany i es publicà a Leipzig. El 1897 es tornà a publicar en italià dintre del projecte de publicació de les obres completes de Galileu. El 1946 Ediciones Alcoma publica el llibre traduït al castellà per Eugenia Serrano. El 1992 apareix la primera traducció al francès per René Fréreux i François de Gandt.